# Tratado de Gandamak

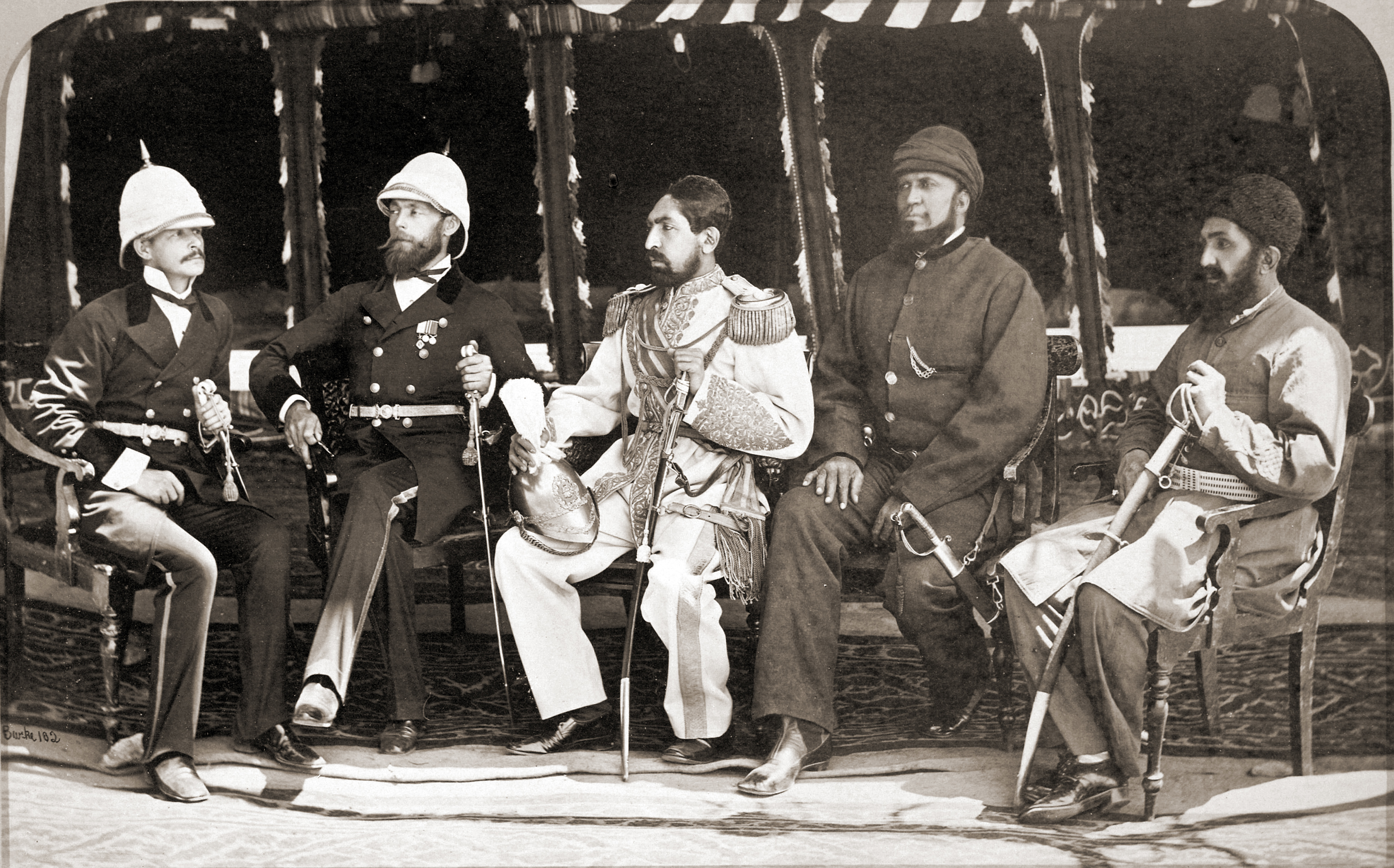
Mohammad Yaqub Khan do Afeganistão (no centro) com o britânico Sir Pierre Cavagnari em 26 de maio de 1879.

O Tratado de Gandamak terminou oficialmente a primeira fase da Segunda Guerra Anglo-Afegã. O Afeganistão cedeu várias regiões fronteiriças ao Reino Unido da Grã-Bretanha e Irlanda a fim de evitar a invasão de outras áreas do país.
Foi assinado em 26 de maio de 1879 pelo Rei do Afeganistão Mohammad Yaqub Khan e Sir Pierre Louis Napoleon Cavagnari do Governo britânico da Índia em um acampamento do exército britânico perto da aldeia de Gandomak, a cerca de 70 milhas a leste de Cabul. O tratado foi ratificado por Lord Robert Bulwer-Lytton, vice-rei da Índia, em 30 de maio de 1879.
Muitos escritos históricos consideram o Tratado de Gandomak como prelúdio para a segunda fase da Segunda Guerra Anglo-Afegã de 1879 a 1880. A guerra finalmente terminou depois que os britânicos atingiram todos os seus objetivos geopolíticos. A maioria dos soldados britânicos e indianos se retiraram do Afeganistão. Os afegãos foram autorizados a manter a soberania interna, mas tiveram que ceder o controle das relações exteriores de seu país para os britânicos.